# Полупанов, Владимир Константинович
Владимир Константинович Полупанов (24 января 1925, Киев — 5 сентября 2018, Киев) — советский военачальник, полковник инженерных войск. Участник Великой Отечественной войны, командир отделения 175-го отдельного сапёрного батальона 126-й стрелковой дивизии 3-го Белорусского фронта. Герой Советского Союза (1945). Генерал-майор ВС Украины (2008).

## Биография
Родился 24 января 1925 года в Киеве в семье рабочего. Украинец.
В декабре 1943 года призван Молотовским РВК г. Киева в ряды Красной Армии. В боях Великой Отечественной войны с июня 1944 года. Воевал на 1-м Прибалтийском, 3-м Белорусском и 2-м Белорусском фронтах. Освобождал Белоруссию и Литву, сражался в Восточной Пруссии. Особенно отличился во время штурма города-крепости Кёнигсберг.
В начале апреля 1945 года батальон получил приказ атаковать форт № 5 («Король Фридрих Вильгельм III») в Кёнигсберге. В ночь с 7 на 8 апреля 1945 года в ходе штурма, проявив мужество и героизм, а также воинскую смекалку и хитрость, Полупанов, заложив взрывные заряды в стены форта, уничтожил его, а после стал кидать внутрь противотанковые гранаты, уничтожив 12 вражеских солдат. Благодаря действиям Полупанова, форт был взят.
Указом Президиума Верховного Совета СССР от 19 апреля 1945 года за героизм, проявленный в боях при штурме Кёнигсберга, и за овладение фортом рядовому Владимиру Константиновичу Полупанову присвоено звание Героя Советского Союза с вручением ордена Ленина и медали «Золотая Звезда» (№ 6278).
После Великой Отечественной войны окончил военное училище.
Член КПСС с 1951 года.
В 1955—1960 годах учился и успешно окончил Киевское высшее военное авиационное инженерное училище. До 1980 года продолжал воинскую службу. В запас уволился в звании полковника.
Указом Президента Украины от 5 мая 2008 года Герою Советского Союза В. К. Полупанову присвоено воинское звание «генерал-майор».
Похоронен на Берковецком кладбище.

## Награды

### Награды СССР
- Медаль «Золотая Звезда» — 19.04.1945 (№ 6278);
- орден Ленина — 19.04.1945;
- орден Славы 2-й степени — 14.02.1945(за установление 34 противотанковых мин, на которых подорвался 1 танк противника, что сняло угрозу уничтожения КП полка.)[3]
- орден Славы 3-й степени-26.10.1944 года(за снятие под огнем противника 41 противопехотной и 10 противотанковых мин, чем облегчил выполнение задач пехоты)[4]
- орден «За службу Родине в Вооружённых Силах СССР» 3-й степени;
- орден Отечественной войны 1-й степени(1985)[5]
- медаль «За боевые заслуги»;
- медаль «В ознаменование 100-летия со дня рождения Владимира Ильича Ленина»;
- медаль «За победу над Германией в Великой Отечественной войне 1941—1945 гг.»;
- медаль «Двадцать лет победы в Великой Отечественной войне 1941-1945 гг.»;
- медаль «Тридцать лет Победы в Великой Отечественной войне 1941-1945 гг.»;
- медаль «За взятие Кёнигсберга»;
- юбилейная медаль «30 лет Советской Армии и Флота»;
- юбилейная медаль «40 лет Вооружённых Сил СССР» ;
- юбилейная медаль «50 лет Вооружённых Сил СССР»;
- юбилейная медаль «60 лет Вооружённых Сил СССР»;
- медаль «За безупречную службу» 1-й степени;
- медаль «За безупречную службу» 2-й степени;
- другие медали.

### Награды Украины
- Орден Богдана Хмельницкого (Украина) III степени.